# Señores de Coucy

Armas de Coucy

Los señores de Coucy (en francés: sires de Coucy o seigneurs de Coucy), también escrito Couci, pertenecen a una casa noble de Vermandois, en las fronteras de Laonnois, Soissonnais y Valois, propietaria del castillo fortificado de Coucy-le-Château-Auffrique, en Hauts-de-France.
El castillo de Coucy fue fundado por Hervé, arzobispo de Reims, y permaneció bajo el control fluctuante de estos arzobispos durante algún tiempo o de la abadía de Saint-Remi de Reims hasta finales del siglo X. La tradición dice que la tierra de Coucy podría haber sido entregada a la iglesia de Reims por el rey Clodoveo, porque el obispo San Rémi de Reims lo había bautizado. No se tienen noticias documentadas durante casi un siglo antes de la aparición de Aubrey de Coucy, conde de Northumbria, probablemente el primer marido de una probable descendiente de los Vermandois llamada Ade (Adèle) de Roucy, señora de Marle y de Coucy. Aunque los señores de Coucy tenían derecho al título de barón, preferían el título de sire.
Desde esta época hasta el siglo XIV, los Coucy se establecieron como poderosos vasallos de los condes de Valois, capetos o no, y se aliaron por matrimonio con las casas reales de Francia, Inglaterra y Escocia. Estaban considerados como uno de los más poderosos magnates subcondales de Europa Occidental. Los señores fueron incluso confundidos en el siglo XV con los Valois-Orleans de Luis I, duque de Orleans y Valois, que también era descendiente lejano de los Vermandois como todos los capetos, que compraron Coucy en 1400. 